# Santa Marina del Rey
Santa Marina del Rey – gmina w Hiszpanii, w prowincji León, w Kastylii i León, o powierzchni 45,61 km². W 2011 roku gmina liczyła 2103 mieszkańców.